# 車伊洛
車伊洛（？—454年），南北朝初期車師前部王，居交河城（今吐鲁番），又作車夷落。
出生于焉耆東境部落帥家族。与北魏太武帝通好，延和年間任北魏的平西将軍、封車師前部王。北凉亡后，沮渠無諱逃奔鄯善、高昌，在高昌自立，对西邻车师时加侵扰，車伊洛也攻擊無諱，互有胜负。無諱死后，弟沮渠安周奪取無諱之子沮渠乾寿的兵马自立，車伊洛劝乾寿归降北魏。車伊洛送乾寿到魏都平城。将李宝之弟李欽送到敦煌。450年，車伊洛率二千余人攻打高昌，配合北魏将领万度归攻取焉耆東关七城，虏获男女二百人、驼千头、马千匹，并向北魏献金一百斤。留子車歇守交河城。后交河受沮渠安周和柔然兵围攻，收集遗散千余家，归焉耆。派遣使者到北魏，请求赈救。451年，子車歇及皮利等十余人入朝北魏。452年，自己也入朝北魏，移居北魏京师平城，北魏赐给他妻妾、奴坤、田宅、牛羊，被任命为上将軍，車師前部王如故。454年，車伊洛去世。追贈鎮西大将軍、秦州刺史。谥号康。

## 子女
- 車歇（襲爵、使持節・平西将軍・豫州刺史）
- 車波利（立節将軍、乐官侯）

## 延伸阅读
[在维基数据编辑]
 《魏書/卷30》，出自魏收《魏书》
 《北史·卷025》，出自李延壽《北史》

## 資料來源
- 《魏書》卷三十 列传第十八
- 《北史》卷二十五 列传第十三